# クローサー (ジョイ・ディヴィジョンのアルバム)

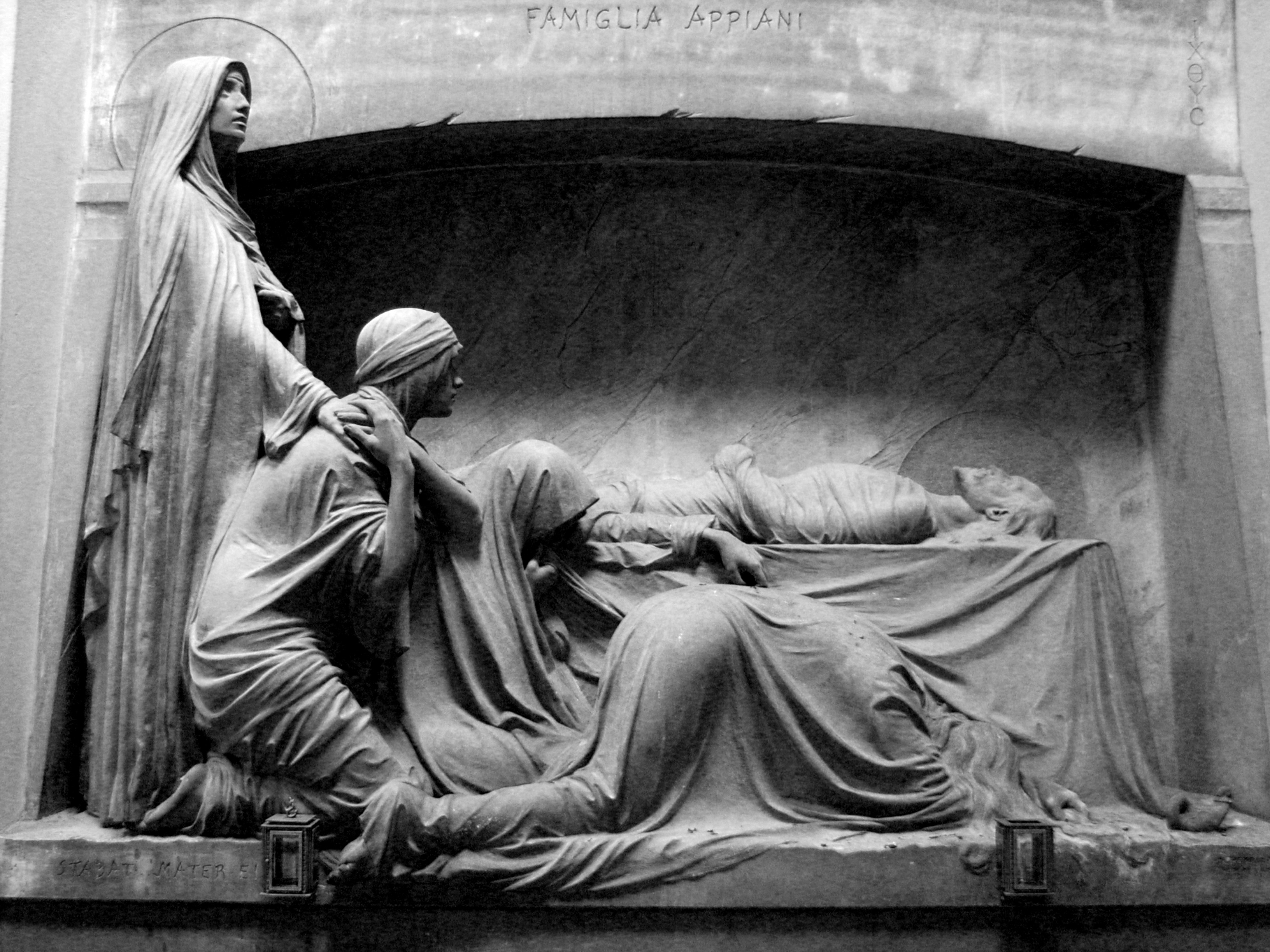
イタリアのスタリエーノ記念墓地にあるアッピアーニ家の墓。1910年にデメトリオ・パエルニオによって彫刻された。この墓の写真が『クローサー』のジャケットを飾っている。

『クローサー』（Closer）は、1980年7月18日に発売されたジョイ・ディヴィジョンの2枚目のアルバムにして最後のオリジナル・アルバムである。

## 概要
1980年5月にイアン・カーティスが自殺した後に、ファクトリー・レコードから発売されたアルバム。後に、未発表テイクとバーミンガム大学で行われたコンサートの音源で構成された『スティル』（1981年10月）や、編集盤がリリースされることになるが、スタジオ録音のオリジナル・アルバムとしては本作が最後となる。最高位は、全英アルバムチャート第6位。
プロデューサーはマーティン・ハネット。
アルバム・タイトルの「Closer」には、「閉じるもの」及び「より近い」という意味がある。アルバム・ジャケットは、マーティン・アトキンスとピーター・サヴィルによってデザインされたもので、イタリアのジェノヴァにあるアッピアーニ家の墓所の写真が使用されている。これらのタイトルやアートワークはイアンの死を予感させるもので、ピーター・フックは「事実をすべて知ったとき、このアルバムを見返して、何もかもに鳥肌がたってしまった」と語っている。
1曲目の収録曲である「Atrocity Exhibition」は、J・G・バラードの短編集『残虐行為展覧会』から名付けられた。
ピッチフォークが2002年に選出した「Top 100 Albums of the 1980s」では10位にランク・イン。
『ローリング・ストーン』誌が選んだ「歴代最高のアルバム500選」において309位に選ばれている。

## 収録曲
1. アトロシティ・エクシビション - "Atrocity Exhibition" - 6:06
2. アイソレーション - "Isolation" - 2:53
3. パスオーヴァー - "Passover" - 4:46
4. コロニー - "Colony" -  3:55
5. エイ・ミーンズ・トゥ・アン・エンド - "A Means to an End" - 4:07
6. ハート・アンド・ソウル - "Heart and Soul" - 5:51
7. 24時間 - "Twenty Four Hours" - 4:26
8. ジ・エターナル - "The Eternal" - 6:07
9. デケイズ - "Decades" - 6:10